# Парична реформа в България (1952)
Паричната реформа в България от 10 май 1952 година е парична реформа, съчетаваща деноминация и конфискация на парични средства.
Причина за нея са масираните инвестиции в тежката промишленост през Първата петилетка, които изправят страната на ръба на инфлационна криза. За да се предотврати тя левът е деноминиран в съотношение 100:4, но личните средства в брой са обменени при съотношение 100:1, а личните банкови влогове по различни съотношение между 100:4 и 100:1. По този начин от гражданите са иззети 857 милиона нови лева – еднократен данък, определян от пропагандата на комунистическия режим като „сериозен удар върху материалната база на капиталистическите елементи“.